# ピーテル・フイス
ピーテル・フイス（Pieter Huys、姓は Huijsとも、1519年または1520年生まれ、1581年か1584年没）はフランドルの画家、版画家である。16世紀の初めにアントウェルペンで活動した画家、「アントウェルペン派」の一人である。日本での姓の音訳は「ユイス」、「ハイス」などがある。

## 略歴
アントウェルペンの画家、版画家のアドリアーン・フイス(Adriaen Huys)の息子に生まれた。1545年にアントウェルペンの画家組合に入会し、1577年の日付のある作品があり少なくとも1577年まではアントウェルペンで活動していた。
幻想的で怪異な事物を描いて、人気を得た画家のヒエロニムス・ボス(c.1450-1516)の追随者で、奇怪な動物，美女の姿となって誘惑，脅迫するさまざまの欲望の悪魔と戦う、聖アントニオスの物語を題材に描いた作品などを残した。アントウェルペンでヒエロニムス・ボスの影響を受けて活動した同時代の画家には、ヤン・ウェレンス・デ・コック(Jan Wellens de Cock: c.1480-1527) やアンリ・ブレス(Herri met de Bles、Henri Blèsとも: c.1490–after 1566)、ヤン・マンデイン(Jan Mandyn: c.1500-c.1560)といった画家がいる。フイスの作品で署名、日付のある作品はわずかで、フイスの作品とされるものにその帰属が疑わしいものもあるとされる。

## 作品

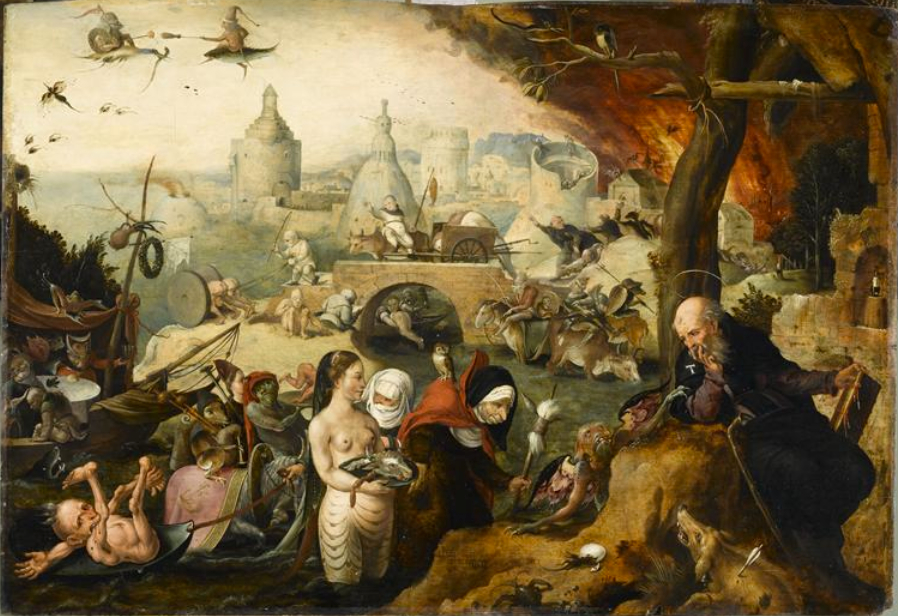
聖アントニオスの誘惑」(1547)、ルーブル美術館 蔵
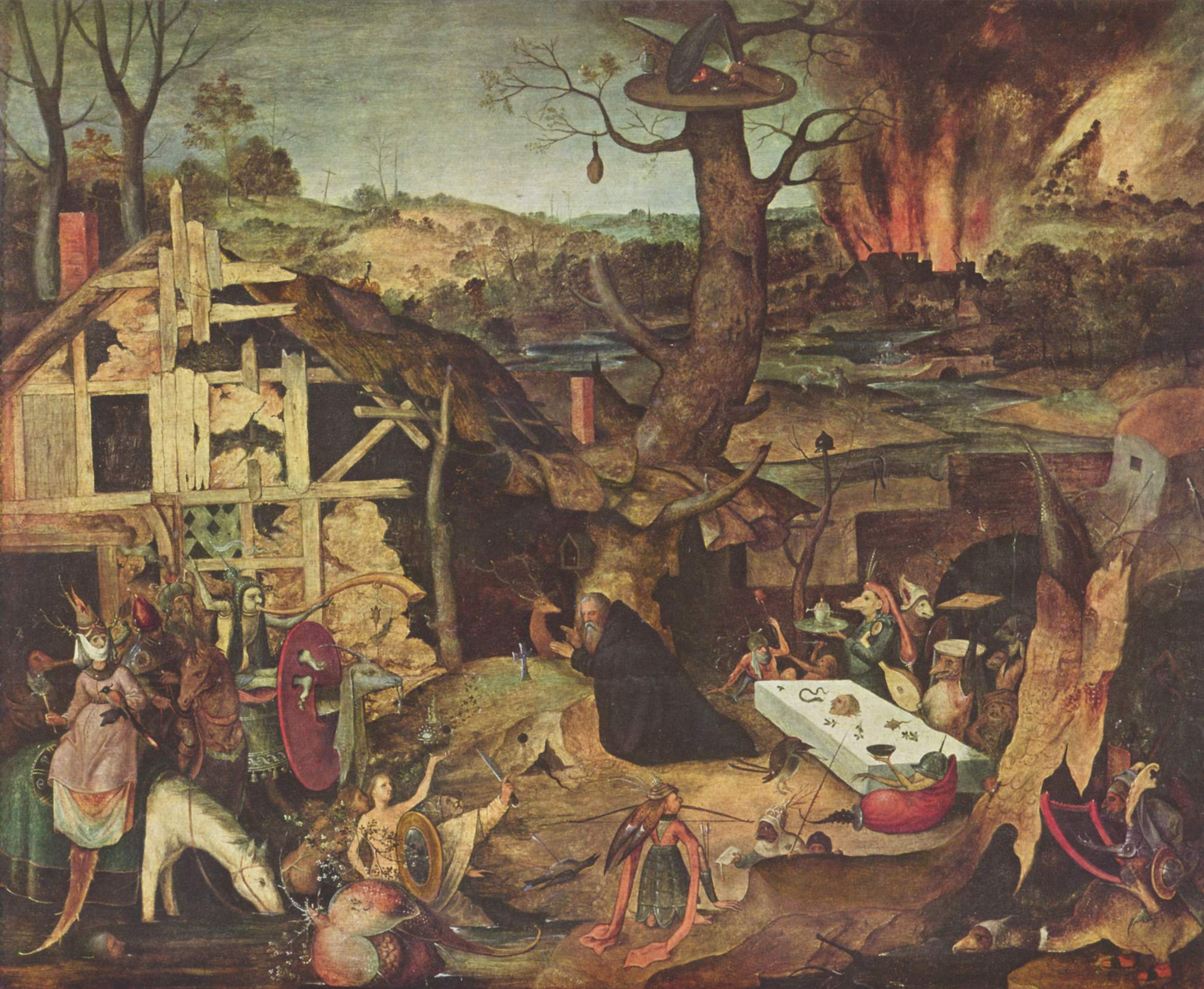
「聖アントニオスの誘惑」(c.1577)、マイヤー・ファン・デン・ベルグ美術館 蔵
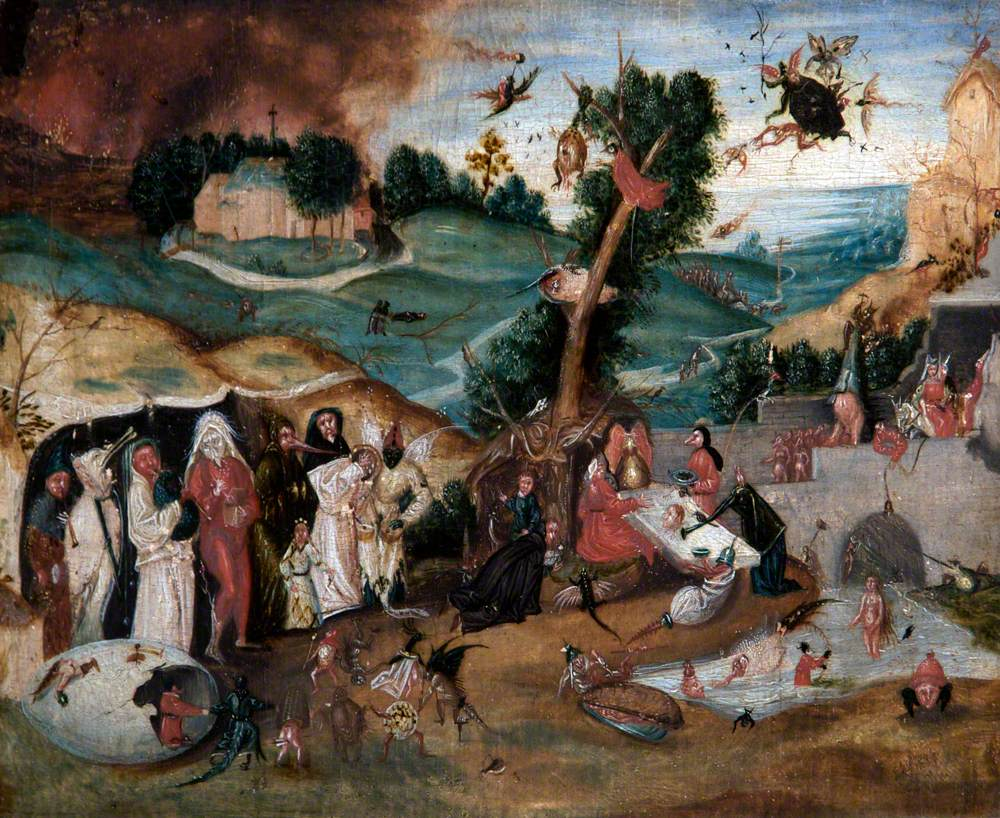
「聖アントニオスの誘惑」、ナショナル・トラスト 蔵

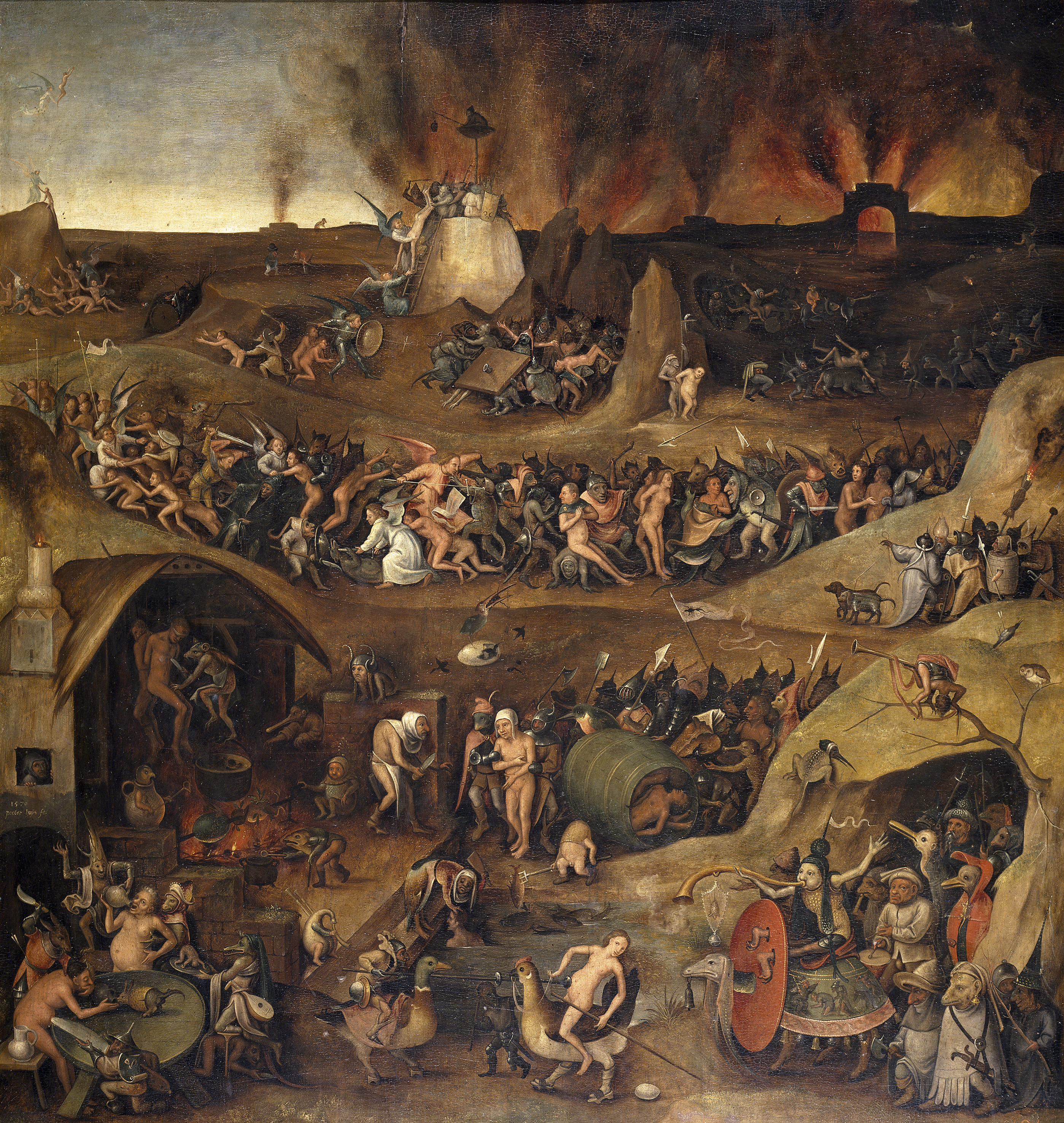
地獄(1570)、プラド美術館 蔵
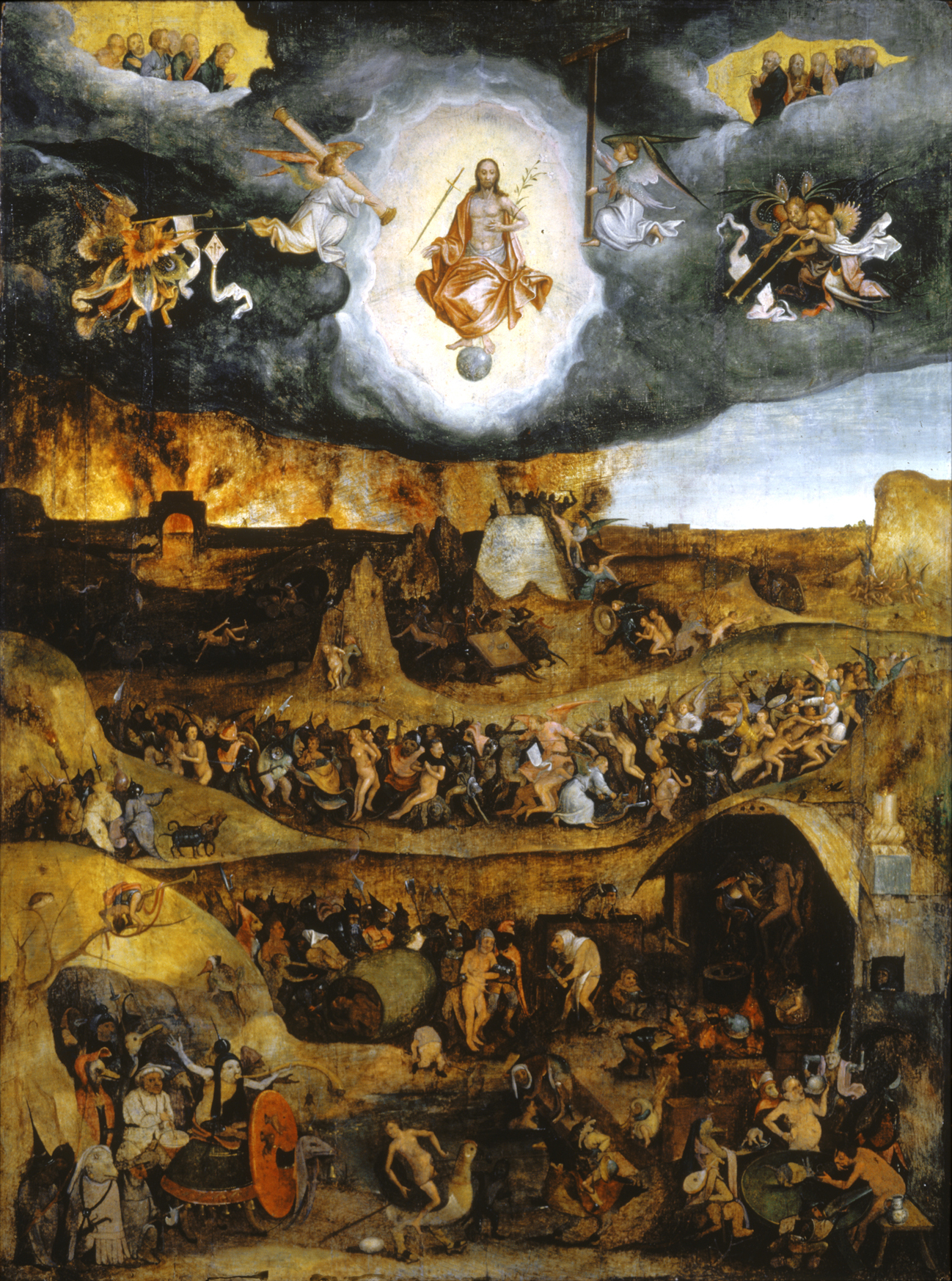
最後の審判、ウォルターズ美術館 蔵
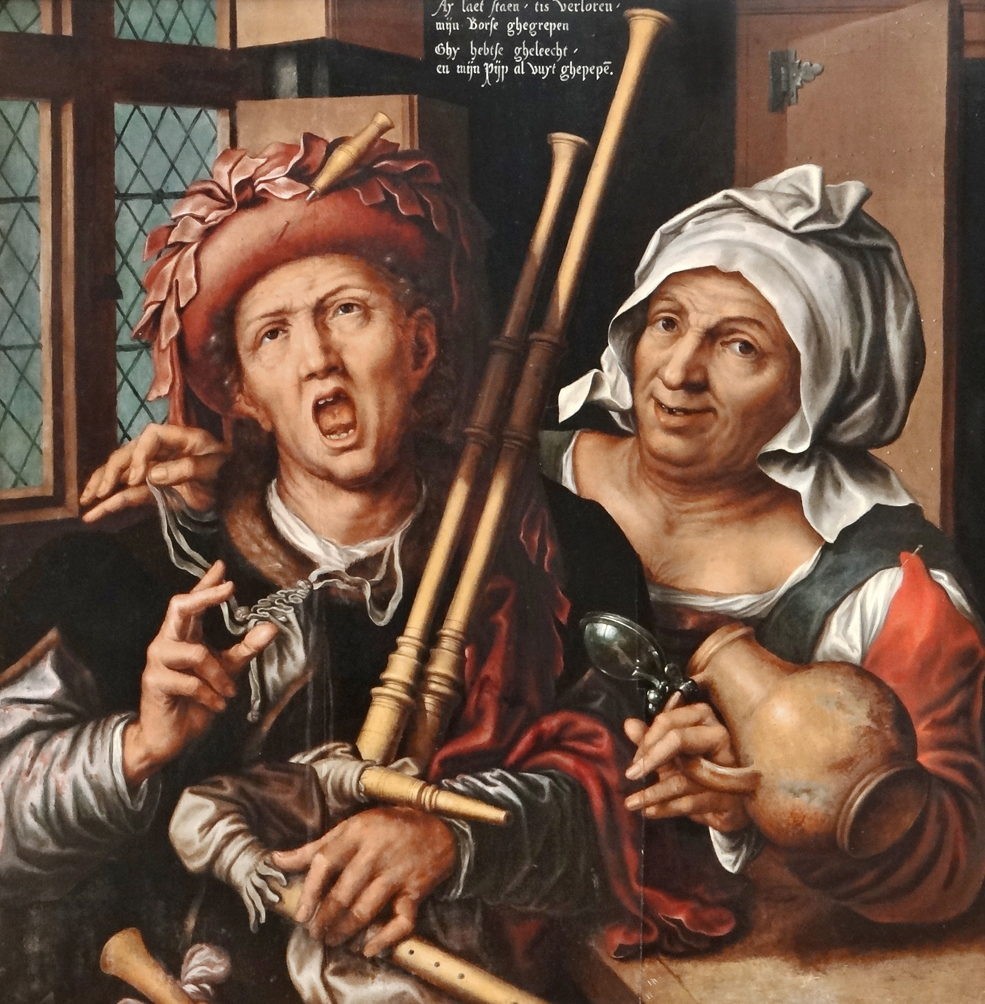
バグパイプ奏者と老婆(1571)
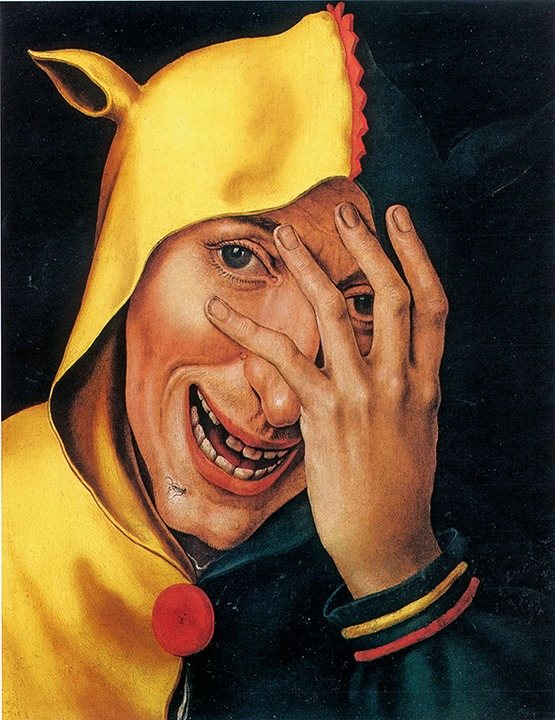
フイス作とされる作品(c.1570)